# Conrado José Kraémer
Conrado José Kraémer (* 2. November 1902 in Beirut, Libanon; † nach 1965) alias Kurt Kraemer war Generalbevollmächtigter der Hispano Suiza (Suisse) in Genf.

## Biografie
Kraémers Mutter war Sudetendeutsche und sein Vater ein Spanier, der böhmische Glaswaren an der Tür verkaufte. Kraémer lebte von 1914 bis 1945 unter dem Namen Kurt Kraemer in Böhmen. Im Zweiten Weltkrieg leitete Kraemer einen Rüstungsbetrieb in Prag. 1948 zog Conrado José Kraémer von Prag in die Schweiz mit einem spanischen Pass um. 1956 erhielt er die österreichische Staatsbürgerschaft.
Im November 1955 hatte Hispano Suiza (Suisse) Beamte und Offiziere des Amtes Blank nach Paris geladen, es wurde ein französischer Flakpanzer vorgeführt. Major Joachim Oster war beauftragt worden, ein Geschäft mit Hispano-Suiza, Genf abzuwickeln, welches vom Leiter des Kanzleramtes Dr. Otto Lenz arrangiert worden war. Im Sommer 1956 hatte der Bonner Verteidigungs- und Haushaltsausschuss eine Vorlage für die Beschaffung von 10.000 Schützenpanzern vom Typ HS 30 im Auftragswert von 2,78 Milliarden Mark vorgelegt bekommen. Die Panzer sollten bei Hispano-Suiza Genf geordert werden. Aufgrund eines Pappmodells des HS 30 wurde ein Vorvertrag abgeschlossen und sogleich eine Anzahlung von 254 Millionen Mark geleistet. Dieser Vertrag wurde von Lenz, Generalmajor Joachim Oster, und Hispano-Suiza-Vertreter Conrado José Kraémer ausgehandelt. Conrado José Kraémer war für den Militärischen Abschirmdienst (MAD) tätig. Don Conrado José Kraémer war ab 1957 Generalbevollmächtigte von Hispano Suiza Genf. Ab Ende der 1950er hatte Kraémer Hausverbot im Bundesverteidigungsministerium. 1965 zahlte die Bundesrepublik Deutschland noch mehrere Millionen Deutsche Mark an Hispano-Suiza Genf, mittlerweile wurde Hispano-Suiza Genf durch Hans Wilhelmi vertreten.